# Plectroglyphidodon imparipennis
Plectroglyphidodon imparipennis es una especie de peces de la familia Pomacentridae en el orden de los Perciformes.

## Morfología
Los machos pueden llegar alcanzar los 6 cm de longitud total.

## Hábitat
Es un pez de mar.

## Distribución geográfica
Se encuentra desde el África Oriental hasta las Hawái, las Islas de la Línea, Pitcairn y Japón.